# Collada Sud (Everest)
La Collada Sud és un pas entre l'Everest i el Lhotse, la muntanya més alta i la quarta més alta del món, respectivament. L'últim camp en la ruta d'ascens a l'Everest per la ruta de l'Aresta sud-est està situat en aquesta collada. Sovint és assolat pels alts vents, deixant-lo lliure d'acumulació de neu significativa.

La collada sud fou assolit per primera vegada per l'expedició suïssa de 1952 a l'Everest, dirigida per Edouard Wyss-Dunant, i que no va assolit el cim. L'any següent, en el primer ascens a l'Everest, Wilfrid Noyce i el Sherpa Annullu foren els primers escaladors de l'expedició en arribar a la collada. Segons John Hunt, el dirigent d'expedició:
| « | Eren les 2.40 p.m., Wilfrid Noyce i el seu company Annullu es trobaven en aquell moment al Coll Sud de l'Everest, a uns 7.900 metres. Miraven avall veient l'escena del drama suís, i també miraven enlaire, contemplant la piràmide final de l'Everest. Fou un gran moment per ambdós, i fou compartit per tots els que els observavem. La seva presència en aquell lloc era el símbol del nostre èxit a l'hora de superar la dificultat més crucial de tot l'ascens; havien assolit un objectiu que haviem estat perseguint durant dotze ansiosos dies. | » |

Un cop en el Del sud Col, els escaladors han entrat a la zona de la mort, on el mal d'altura és una amenaça significativa i fàcilment fatal. És també difícil de dormir, i els sistemes digestius de la majoria d'escaladors s'alenteixen significativament o es paren completament. Això es deu al fet que a aquesta altitud és més fàcil per al cos utilitzar energia emmagatzemada que digerir menjar nou. La majoria d'escaladors començaran a utilitzar oxigen supplemental aquí i tenen un màxim de dos o tres dies per fer intents de cim. El temps clar i els vents baixos són factors crítics a l'hora de decidir si es fa l'intent cap al cim. Si el temps no coopera durant aquest pocs dies, els escaladors són forçats a descendir, molts d'ells fins al Camp Base. Els escaladors rarament aconsegueixen una segona possibilitat per retornar a la collada sud en una mateixa expedició.
El 2005, el pilot francès Didier Delsalle, va aterrar un helicòpter Eurocopter MENTRE350 B3 a la collada sud de l'Everest. Dos dies més tard també va fer el seu primer aterratge al cim de l'Everest, repetint posteriorment la seva gesta.